# Lekkoatletyka na Letnich Igrzyskach Olimpijskich 1964 – bieg na 1500 m mężczyzn
Bieg na 1500 metrów mężczyzn podczas XVIII Letnich Igrzysk Olimpijskich w Tokio rozegrano 17 (eliminacje), 19 (półfinały) i 21 października 1964 (finał) na Stadionie Olimpijskim w Tokio. Zwycięzcą został Nowozelandczyk Peter Snell, który kilka dni wcześniej (16 października) zdobył złoty medal w biegu na 800 metrów.

## Rekordy

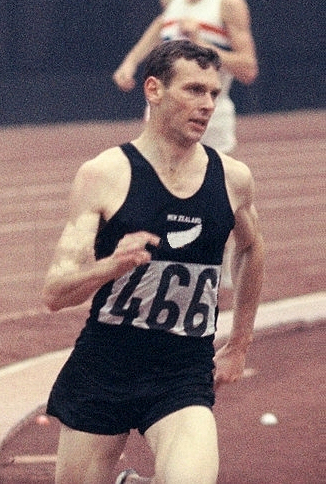
Peter Snell

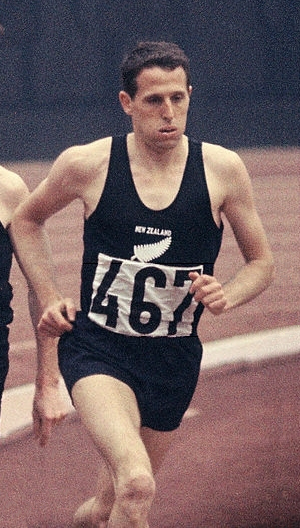
John Davies

|                   | zawodnik     | narodowość | czas   | data                 | miejsce |
| ----------------- | ------------ | ---------- | ------ | -------------------- | ------- |
| Rekord świata     | Herb Elliott | Australia  | 3:35,6 | 6 września 1960(dts) | Rzym    |
| Rekord olimpijski | Herb Elliott | Australia  | 3:35,6 | 6 września 1960(dts) | Rzym    |

## Wyniki
| Poz. - pozycja |
| – rekord świata \| – rekord krajowy \| – rekord życiowy \| = – wyrównany rekord życiowy \| · – najlepszy wynik w sezonie \| = – wyrównany najlepszy wynik w sezonie \| – rekord olimpijski |
| Fn – falstart \| DNF – nie ukończył \| DNS – nie wystartował \| DSQ – zdyskwalifikowany |

### Eliminacje
Rozegrano cztery biegi eliminacyjne. Do półfinałów awansowało po czterech najlepszych zawodników z każdego biegu (Q) oraz dwóch z najlepszymi czasami spośród pozostałych (q).

#### Bieg 1
| Poz. | Zawodnik             | Narodowość               | Rezultat | Uwagi |
| ---- | -------------------- | ------------------------ | -------- | ----- |
| 1    | Witold Baran         | Polska                   | 3:45,3   | Q     |
| 2    | John Davies          | Nowa Zelandia            | 3:45,5   | Q     |
| 3    | Dyrol Burleson       | Stany Zjednoczone        | 3:45,6   | Q     |
| 4    | Ergas Leps           | Kanada                   | 3:46,4   | Q     |
| 5    | Bill McKim           | Wielka Brytania          | 3:46,8   |       |
| 6    | Hansrüedi Knill      | Szwajcaria               | 3:47,2   |       |
| 7    | Denos Adjima Beche   | Wybrzeże Kości Słoniowej | 3:53,5   |       |
| 8    | Basil Clifford       | Irlandia                 | 3:54,9   |       |
| 9    | Neville Myton        | Jamajka                  | 3:57,0   |       |
| 10   | Ramasamy Subramaniam | Malezja                  | 3:59,4   |       |
| –    | Ahmed Issa           | Czad                     | DNS      |       |
| –    | José Neira           | Kolumbia                 | DNS      |       |
| –    | Nguyễn Văn Lý        | Wietnam Południowy       | DNS      |       |

#### Bieg 2
| Poz. | Zawodnik             | Narodowość        | Rezultat | Uwagi |
| ---- | -------------------- | ----------------- | -------- | ----- |
| 1    | Michel Bernard       | Francja           | 3:44,1   | Q     |
| 2    | Jürgen May           | Niemcy            | 3:44,2   | Q     |
| 3    | John Whetton         | Wielka Brytania   | 3:44,2   | Q     |
| 4    | Jim Ryun             | Stany Zjednoczone | 3:44,4   | Q     |
| 5    | Karl-Uno Olofsson    | Szwecja           | 3:44,6   | q     |
| 6    | Olavi Salonen        | Finlandia         | 3:46,8   |       |
| 7    | Francesco Bianchi    | Włochy            | 3:47,9   |       |
| 8    | Ebrahim Yazdan Panah | Iran              | 3:54:8   |       |
| 9    | Albie Thomas         | Australia         | 3:54,9   |       |
| 10   | Tira Klai-Angtong    | Tajlandia         | 4:08,7   |       |
| –    | Muharrem Dalkılıç    | Turcja            | DNS      |       |
| –    | Jean Randrianjatavo  | Madagaskar        | DNS      |       |

#### Bieg 3
| Poz. | Zawodnik           | Narodowość        | Rezultat | Uwagi |
| ---- | ------------------ | ----------------- | -------- | ----- |
| 1    | Kipchoge Keino     | Kenia             | 3:45,8   | Q     |
| 2    | Wolf-Dieter Holtz  | Niemcy            | 3:46,6   | Q     |
| 3    | Tom O’Hara         | Stany Zjednoczone | 3:46,7   | Q     |
| 4    | Peter Snell        | Nowa Zelandia     | 3:46,8   | Q     |
| 5    | Stig Lindbäck      | Szwecja           | 3:47,1   |       |
| 6    | Volker Tulzer      | Austria           | 3:49,0   |       |
| 7    | Rolf Jelinek       | Szwajcaria        | 3:51,2   |       |
| 8    | Michel Medinger    | Luksemburg        | 3:51,8   |       |
| 9    | Chung Kyo-mo       | Korea Południowa  | 3:53,0   |       |
| 10   | Hugo Walser        | Liechtenstein     | 3:53,3   |       |
| 11   | Anar Khan          | Pakistan          | 3:56,7   |       |
| –    | Michel Jazy        | Francja           | DNS      |       |
| –    | Manuel de Oliveira | Portugalia        | DNS      |       |

#### Bieg 4
| Poz. | Zawodnik           | Narodowość      | Rezultat | Uwagi |
| ---- | ------------------ | --------------- | -------- | ----- |
| 1    | Alan Simpson       | Wielka Brytania | 3:42,6   | Q     |
| 2    | Jean Wadoux        | Francja         | 3:43,0   | Q     |
| 3    | Josef Odložil      | Czechosłowacja  | 3:43,2   | Q     |
| 4    | Eugène Allonsius   | Belgia          | 3:43,3   | Q     |
| 5    | Simo Važić         | Jugosławia      | 3:43,7   | q     |
| 6    | Siegfried Valentin | Niemcy          | 3:44,9   |       |
| 7    | Mamo Sebsibe       | Etiopia         | 3:45,8   |       |
| 8    | Iwan Bielicki      | ZSRR            | 3:46,7   |       |
| 9    | Attila Simon       | Węgry           | 3:49,1   |       |
| 10   | Toichi Yamaguchi   | Japonia         | 3:56,7   |       |
| 11   | Eric Amevor        | Ghana           | 3:58,4   |       |
| 12   | Mike Field         | Hongkong        | 4:02,6   |       |

### Półfinały
Rozegrano dwa biegi półfinałowe. Do finału awansowało po czterech najlepszych zawodników z każdego biegu (Q) oraz jeden z najlepszym czasem spośród pozostałych (q).

#### Bieg 1
| Poz. | Zawodnik          | Narodowość        | Rezultat | Uwagi |
| ---- | ----------------- | ----------------- | -------- | ----- |
| 1    | Peter Snell       | Nowa Zelandia     | 3:38,8   | Q     |
| 2    | Witold Baran      | Polska            | 3:38,9   | Q     |
| 3    | Josef Odložil     | Czechosłowacja    | 3:39,3   | Q     |
| 4    | Michel Bernard    | Francja           | 3:39,7   | Q     |
| 5    | John Whetton      | Wielka Brytania   | 3:39,9   | q     |
| 6    | Wolf-Dieter Holtz | Niemcy            | 3:42,3   |       |
| 7    | Karl-Uno Olofsson | Szwecja           | 3:44,8   |       |
| 8    | Ergas Leps        | Kanada            | 3:51,2   |       |
| 9    | Jim Ryun          | Stany Zjednoczone | 3:55,0   |       |

#### Bieg 2
| Poz. | Zawodnik         | Narodowość        | Rezultat | Uwagi |
| ---- | ---------------- | ----------------- | -------- | ----- |
| 1    | Dyrol Burleson   | Stany Zjednoczone | 3:41,5   | Q     |
| 2    | Alan Simpson     | Wielka Brytania   | 3:41,5   | Q     |
| 3    | John Davies      | Nowa Zelandia     | 3:41,9   | Q     |
| 4    | Jean Wadoux      | Francja           | 3:41,9   | Q     |
| 5    | Kipchoge Keino   | Kenia             | 3:41,9   |       |
| 6    | Eugène Allonsius | Belgia            | 3:41,0   |       |
| 7    | Tom O’Hara       | Stany Zjednoczone | 3:46,4   |       |
| 8    | Jürgen May       | Niemcy            | 3:46,8   |       |
| 9    | Simo Važić       | Jugosławia        | 3:48,3   |       |

### Finał
| Poz. | Zawodnik       | Narodowość        | Rezultat | Uwagi |
| ---- | -------------- | ----------------- | -------- | ----- |
| 1    | Peter Snell    | Nowa Zelandia     | 3:38,1   | [ 4 ] |
| 2    | Josef Odložil  | Czechosłowacja    | 3:39,6   |       |
| 3    | John Davies    | Nowa Zelandia     | 3:39,6   |       |
| 4    | Alan Simpson   | Wielka Brytania   | 3:39,7   |       |
| 5    | Dyrol Burleson | Stany Zjednoczone | 3:40,0   |       |
| 6    | Witold Baran   | Polska            | 3:40,3   |       |
| 7    | Michel Bernard | Francja           | 3:41,2   |       |
| 8    | John Whetton   | Wielka Brytania   | 3:42,4   |       |
| 9    | Jean Wadoux    | Francja           | 3:45,4   |       |